# SG Post/Süd Ratisbona
El SG Post/Süd Ratisbona (en alemán y oficialmente: Sport Gemeinschaft Post/Süd Regensburg e. V.) fue un equipo de fútbol de Alemania que alguna vez jugó en la Copa de Alemania, el torneo de copa a nivel de clubes más importante del país.

## Historia
Fue fundado en el año 1928 en la ciudad de Regensburg como un club multideportivo con 22 departamentos separados uno del otro.
Apareció por primera vez en la Copa de Alemania en la temporada 1981/82, enfrentando en la primera ronda al Tennis Borussia Berlin de la Oberliga Berlin con el nombre Post SV Regensburg como un equipo de quinta división. El partido lo perdieron 3-4 aunque dejaron una buena impresión al enfrentarse a un club que estaba dos categorías por encima de ellos. Ese año ascendieron a la Landesliga.
Solo jugaron una temporada en la Landesliga, pero retornaron dos años después, permaneciendo en ella desde 1985 hasta 1996. En 1988 el club se fusiona con el TSG Süd Regensburg y cambia su nombre al más reciente.
El club logra el ascenso a la Oberliga Bayern en 1996, y en la temporada siguiente quedaron en tercer lugar de la liga teniendo en su plantilla al internacional con Alemania Dieter Eckstein. El club volvió a jugar la Copa de Alemania en la temporada 1998/99 dirigidos por Karsten Wettberg, uno de los entrenadores más exitosos del fútbol aficionado en la región de Baviera, perdiendo en la primera ronda ante el Hertha BSC de la Bundesliga por marcador de 0-2 ante 5000 espectadores en casa.
En la temporada 1999/2000 el club desciende a la Landesliga, y para el 2002 el club gana el ascenso a la Bayernliga una vez más, pero rechazaron el ascenso debido a que la sección de fútbol se fusionó con el SSV Jahn Regensburg II para jugar en la Bayernliga como un solo club, aunque sus otras secciones continúan activas.

## Palmarés
- Landesliga Bayern-Mitte (V): 2

1996, 2002
- Oberpfalz Cup: 1

1998

## Participación en la Copa de Alemania
| Temporada | Ronda | Fecha                | Local                  | Visita                 | Resultado | Asistencia |
| 1981–82   | 1     | 28 de agosto de 1981 | Tennis Borussia Berlin | SG Post/Süd Regensburg | 4–3       |            |
| 1998–99   | 1     | 30 de agosto de 1998 | SG Post/Süd Regensburg | Hertha BSC Berlin      | 0–2       | 5,000      |

## Últimas Temporadas
Estas fueron las últimas 10 temporadas en la historia del club:
| Temporada | Liga                    | División | Posición |
| 1992–93   | Landesliga Bayern-Mitte | IV       | 9.º      |
| 1993–94   | Landesliga Bayern-Mitte | IV       | 5.º      |
| 1994–95   | Landesliga Bayern-Mitte | V        | 3.º      |
| 1995–96   | Landesliga Bayern-Mitte | V        | 1.º ↑    |
| 1996–97   | Oberliga Bayern         | IV       | 6.º      |
| 1997–98   | Oberliga Bayern         | IV       | 3.º      |
| 1998–99   | Oberliga Bayern         | IV       | 16.º ↑   |
| 1999–2000 | Landesliga Bayern-Mitte | V        | 3.º      |
| 2000–01   | Landesliga Bayern-Mitte | V        | 5.º      |
| 2001–02   | Landesliga Bayern-Mitte | V        | 1.º ↑    |

- Con la introducción de las Bezirksoberligas en 1988 como la nueva quinta división detrás de las Landesligas, todas las ligas bajaron un nivel. Con la introducción de las Regionalligas en 1994 y de la 3. Liga en 2008 como la nueva tercera división de Alemania por detrás de la 2. Bundesliga, todas las ligas bajaron un nivel.